# Maifeld-Radweg
Der Maifeld-Radweg ist ein Radwanderweg über ehemalige Bahntrassen im sogenannten Eifler Maifeld. Als Höhepunkte bietet er drei Viadukte und zwei Tunnel sowie zahlreiche Skulpturen am Weg. Bei einem Start in Mayen gabelt sich die Route nach acht Kilometern am Bahnhof Polch. Sie führt dann einerseits Richtung Bahnhof Bassenheim (16 km) und andererseits Richtung Münstermaifeld (11 km), wo es einen ca. 9 km langen Verbindungsweg nach Hatzenport an der Mosel gibt. Der ebene durchgängig asphaltierter Radweg wird auch als besonders geeignet für Familien mit Kindern angegeben.

## Streckenverlauf Mayen - Bassenheim/Münstermaifeld

### Charakteristik
Der Maifeld-Radweg nutzt ehemalige Bahntrassen und weist somit nur geringe Steigungen auf (maximal 40 m auf ca. zwei Kilometer). Die gesamte Route ist durchgängig in guter Qualität asphaltiert und daher für alle Radtypen und Skater geeignet. Sie wird darüber hinaus als besonders geeignet für Familien mit Kindern empfohlen. Der Weg ist offiziell als Rad- und Wanderweg ausgewiesen. Auf der gesamten Strecke stehen Rastplätze zur Verfügung.

### Mayen - Polch
Die acht Kilometer lange Teilstrecke startet am Ost-Bahnhof in Mayen, der per Regionalbahn erreichbar ist. Er liegt an der Strecke der Eifelquerbahn. Diese verkehrt zweimal stündlich zwischen Andernach an der linken Rheinstrecke und Kaisersesch. Die Route führt dann am Ortsteil Hausen mit leichtem Gefälle ins Nette-Tal, das mit Hilfe eines etwa 40 Meter hohe Natursteinviadukt überbrückt wird. Dabei verläuft die Route auf der Trasse der ehemaligen Bahnstrecke Koblenz-Lützel – Mayen Ost. Hinter dem Viadukt über das Nette-Tal geht es durch den 252 m langen Tunnel Hausen-2, der gefolgt wird vom Lehnener Viadukt. Dieses hat bei einer Länge von 82 m nur eine Höhe von 8 m aufzuweisen. Unmittelbar danach folgt der Tunnel Hausen-1 mit 500 m Länge. Beide Tunnel sind beleuchtet. Aus dem Nette-Tal steigt die Route leicht an und passiert den Ort Nettesürsch. Danach wird mit leichtem Gefälle die Autobahn A48 gequert, bevor der Radwegeknotenpunkt am ehemaligen Bahnhof von Polch erreicht wird.

### Polch - Bassenheim
In Richtung Ochtendung folgt die Route, auf 16 Kilometern, weiter der ehemaligen Bahnstrecke Koblenz-Lützel – Mayen Ost. Nach ca. vier Kilometern wird der ehemalige Bahnhof von Kerben erreicht. In Kerben hat die Route Anschluss an den Radweg Rhein-Main-Mosel. Danach geht es leicht ansteigend (ca. 40 m auf zwei Kilometer) unter der A48 durch und anschließend mit leichtem Gefälle bis zum ehemaligen Bahnhof von Ochtendung. Hier verweist ein Radwegweiser auf die Verbindungsstrecke zum Vulkanpark-Radweg Richtung Andernach. Im weiteren Verlauf führt die Strecke an Feldern und Steinbrüchen vorbei und wird teilweise in einem Einschnitt geführt. Kurz vor der Ortslage Bassenheim überquert sie auf einem 16 m hohen Viadukt einen Graben. Die Strecke endet kurz vor dem Bahnhof Bassenheim an einer Kreisstraße.

### Polch - Münstermaifeld
In dieser Richtung folgt die Route, auf Elf Kilometern, der Trasse der ehemaligen Nebenbahn Polch – Münstermaifeld. Die fast ebene Strecke führt mit leichtem Gefälle über die Orte Mertloch und Naunheim ins mittelalterlich geprägte Städtchen Münstermaifeld. Die Stadt wird sichtbar überragt von den mächtigen Wehrtürmen seines Münsters, dem die Stadt auf dem Maifeld ihren Namen verdankt. Ins Moseltal führt von hier ein Verbindungsradweg durch das Schrumpfbachtal nach Hatzenport, wo dieser nach ca. 9 km auf den Mosel-Radweg trifft.

### Geschichte
Der erste Abschnitt wurde auf der 1983 stillgelegten Strecke Münstermaifeld – Polch am 6. Mai 1989 eröffnet. 1992 wurde der Abschnitt Mayen – Ochtendung freigegeben, welcher seit 1988 nicht mehr genutzt wurde.. Der 6 km lange Abschnitt Ochtendung – Bassenheim wurde im Sommer 2019 eröffnet, nachdem die Strecke 2003 stillgelegt wurde.

### Weitere Planungen
Die in Bassenheim anschließende Bahntrasse nach Koblenz ist in der Übersicht zum Großräumigen Radwegenetz des Landes Rheinland-Pfalz (Fortschreibung 2003) als geplanter überregionaler Radweg verzeichnet. Weiterhin wurden schon an manchen Bahnübergängen (in Koblenz-Metternich und Koblenz-Rübenach) die Gleise herausgenommen.

### Sehenswürdigkeiten, Landschaft und Kultur

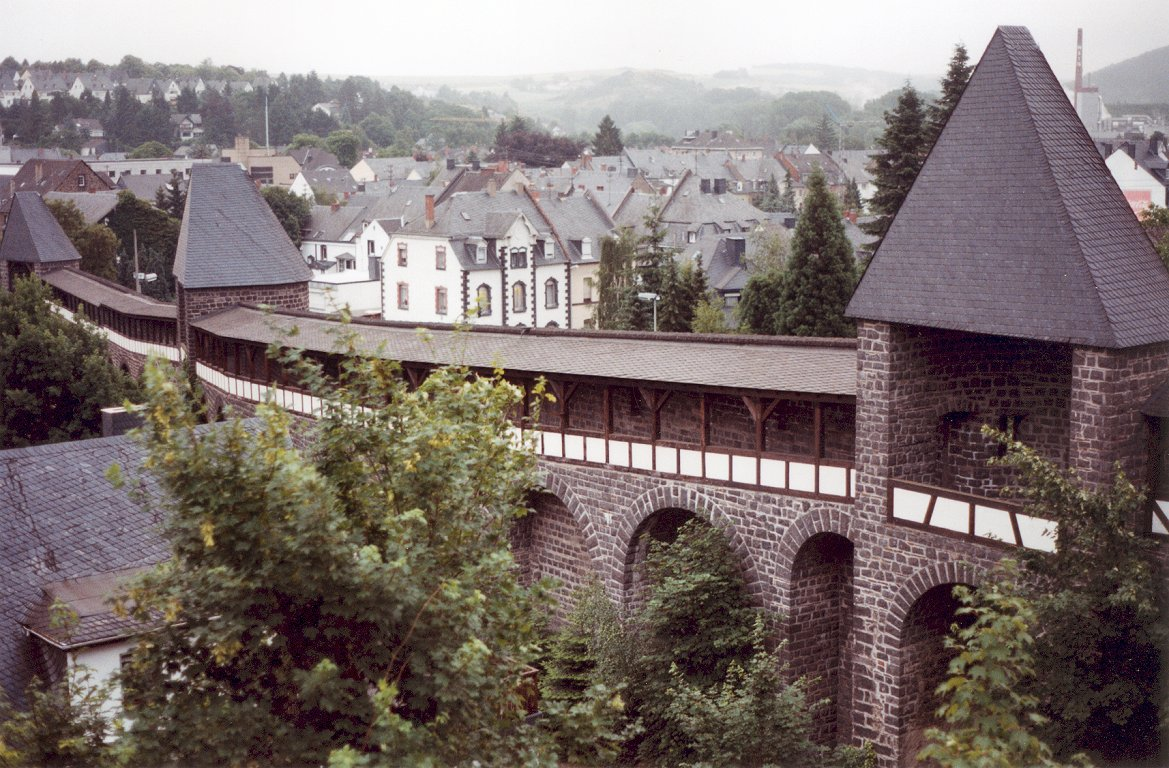
Mittelalterliche Stadtbefestigung in Mayen
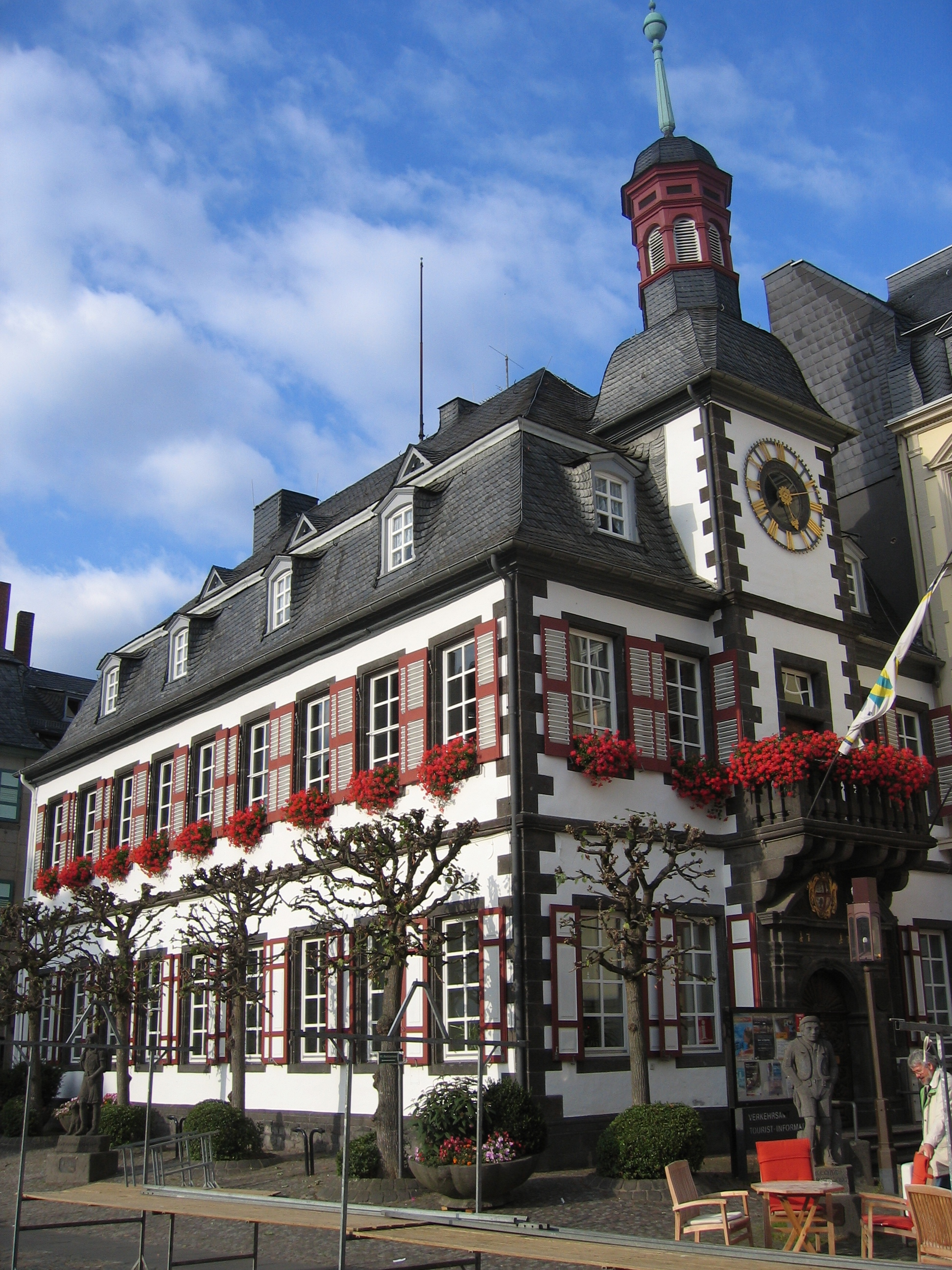
Altes Rathaus Mayen
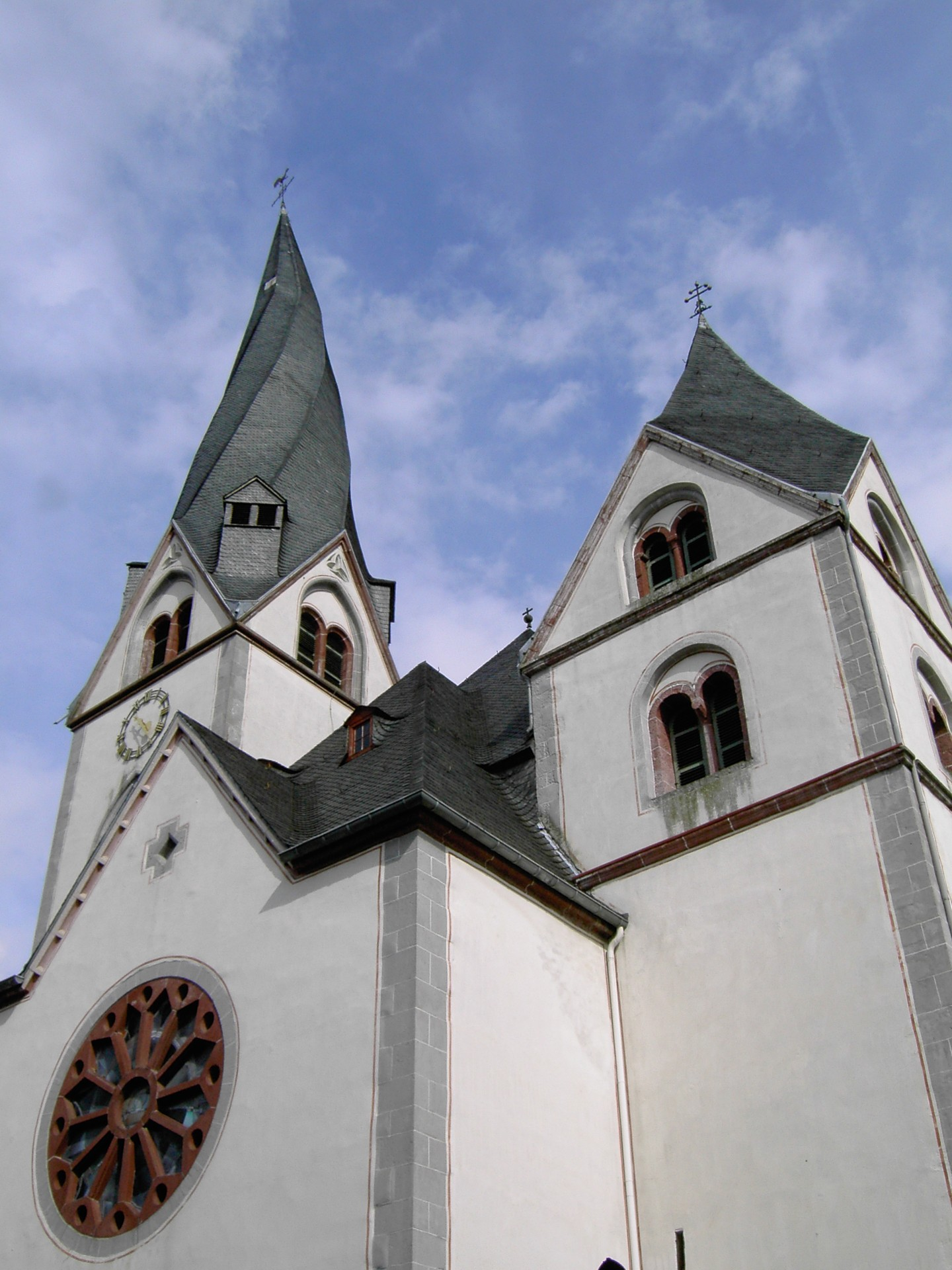
Katholische Kirche St. Clemens Mayen
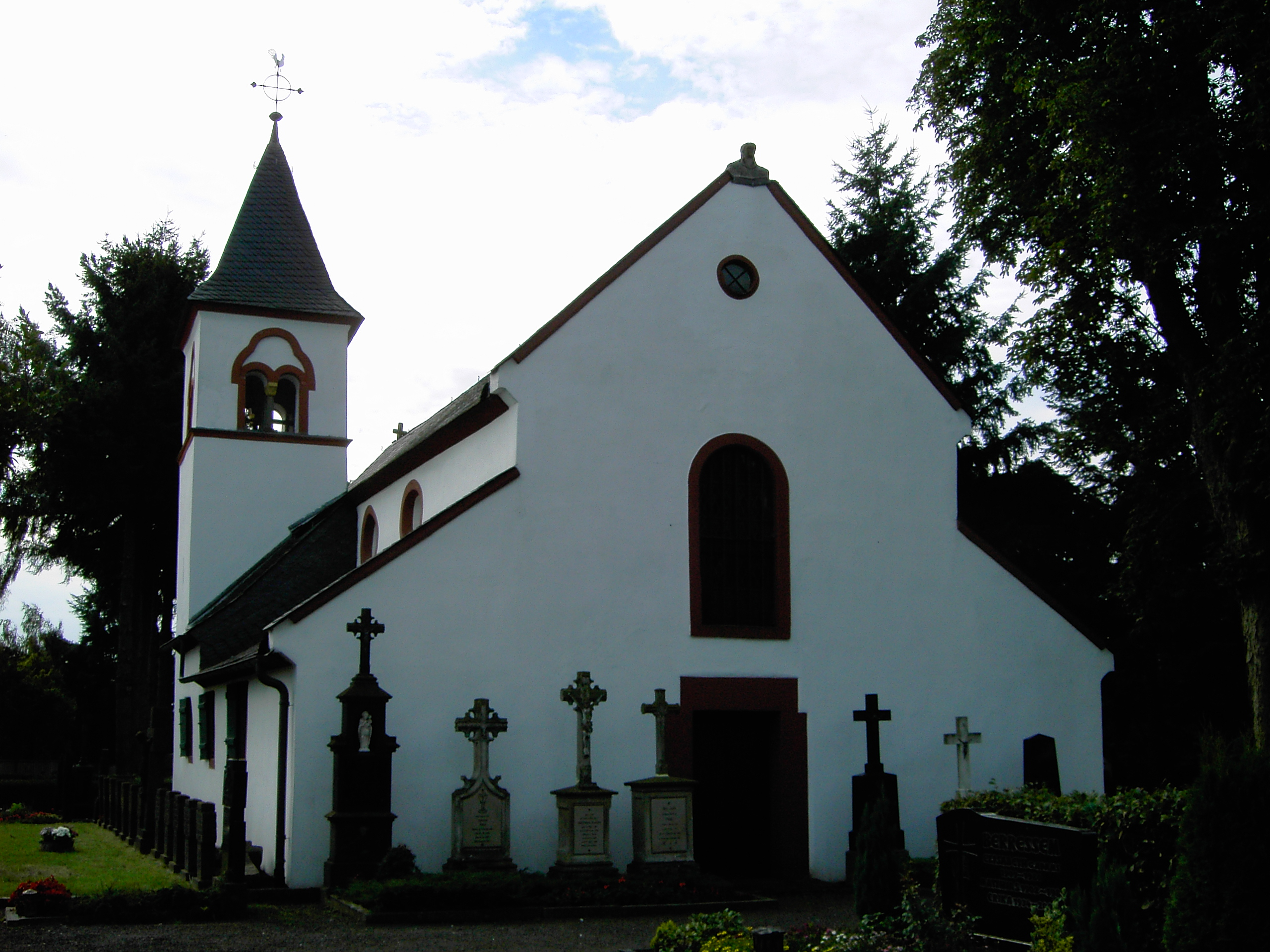
Kapelle St. Georg in Polch
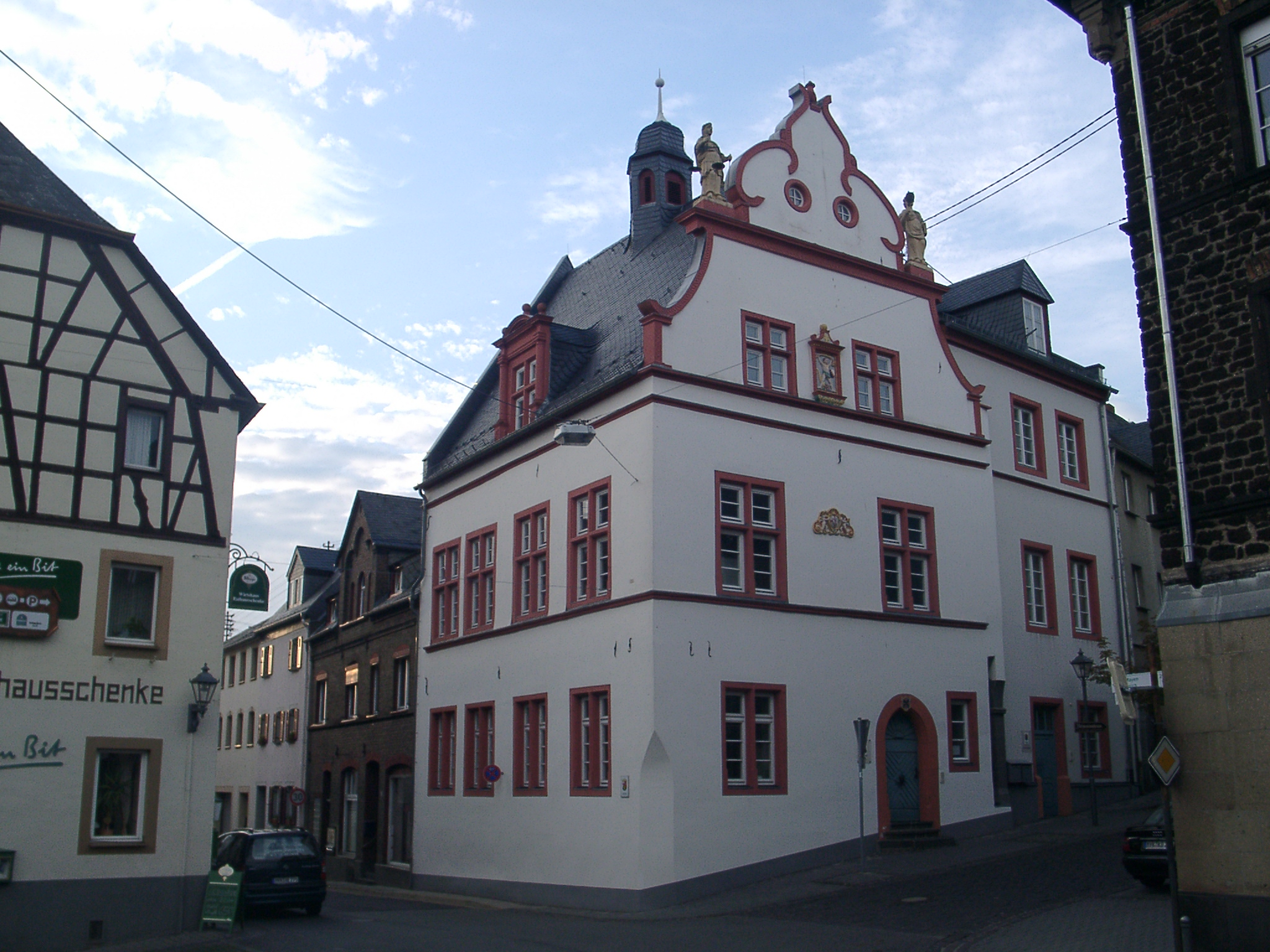
Rathaus Münstermaifeld
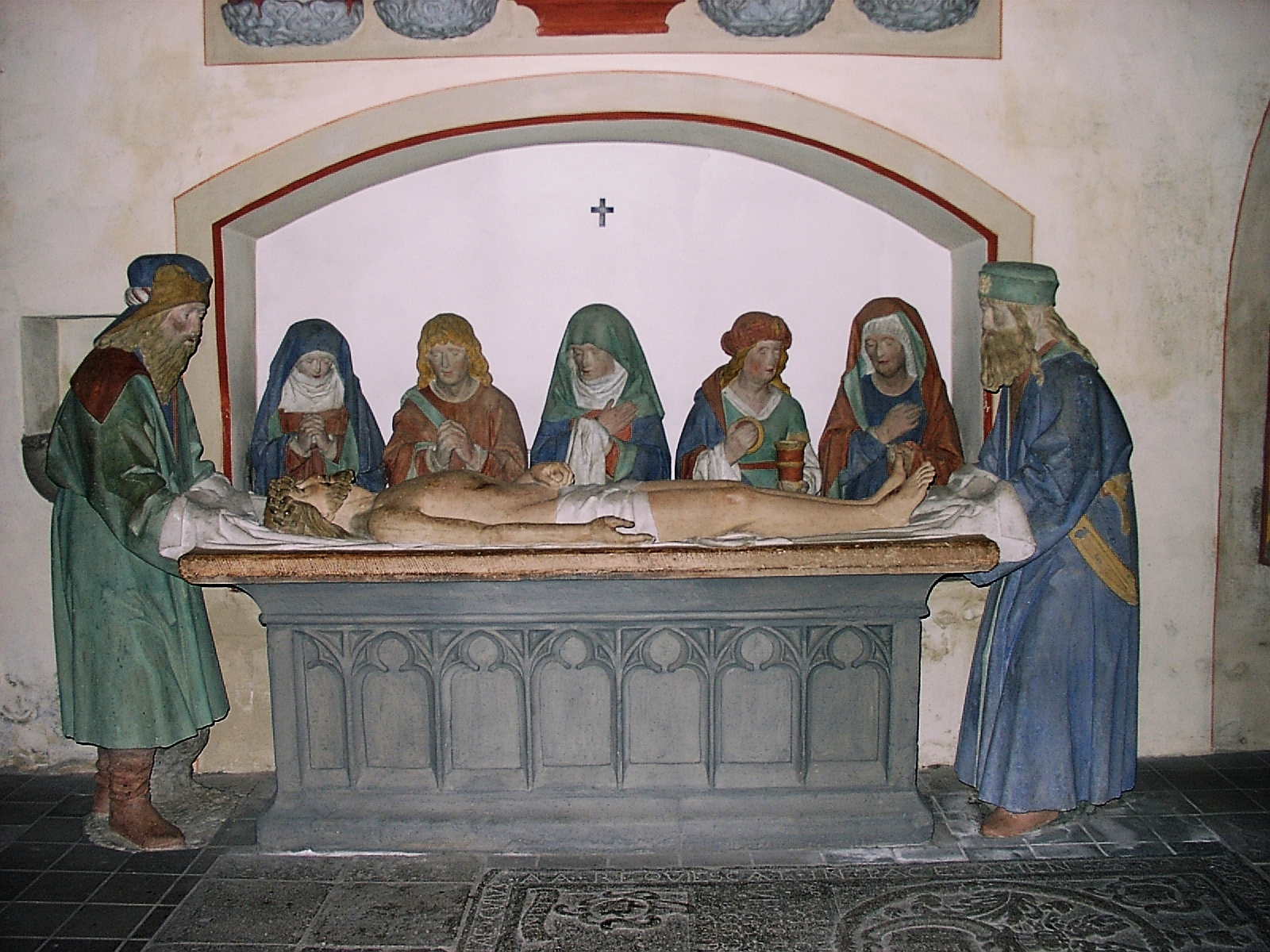
Heiliggrab-Skulptur im Maifeldmünster

Die Region des Maifelds ist eine Hügellandschaft auf etwa 400 m ü. NN westlich Koblenz, die in etwa durch die Flüsse Nette, Rhein, Mosel und Elz begrenzt wird. Das Maifeld wird fast ausschließlich für den großflächigen Getreideanbau genutzt. Nur wenige große Höfe, die oft zwischen den welligen Feldern versteckt sind, bewirtschaften diese Region. Auf dem Maifeld befinden sich viele bekannte Burgen, wie zum Beispiel Burg Eltz, Burg Pyrmont, Burg Bischofstein und Burg Wernerseck.

Der Weg hat sich in den vergangenen Jahren zu einem Skulpturenweg entwickelt, der Kunst zum Anfassen präsentiert. Die Kunstwerke stellen ein Open-Air-Museum in der Landschaft dar und möchten dem Betrachter Einblick in die Gestaltungsmöglichkeiten moderner Kunst geben. Hinweistafeln erläutern die einzelnen Skulpturen. Viele der Skulpturen sind im Rahmen des Symposions „Lapidea“, das regelmäßig bei Mayen stattfindet, entstanden. Vor allem die vulkanischen Gesteine der Umgebung wie Basalt oder Tuff wurden genutzt, um der Fantasie handfesten Ausdruck zu geben. Mal wuchtig wie beim „Stier“ oder beim „Bockspringer“, mal verspielt wie bei den „Schwingenden Rohren“
- Mayen liegt am westlichen Rand des Maifeldes, nördlich und südwestlich der Stadt erhebt sich in einer Geländestufe die Vordereifel. Daher wird Mayen oft als „Tor zur Eifel“ bezeichnet. Das Flüsschen Nette durchfließt die Stadt von der Eifel kommend in Richtung Weißenthurm am Rhein. Bereits in der römischen Zeit war Mayen ein wichtiger Wirtschaftsstandort. Hier waren von dem Ende des 3. Jahrhunderts bis ins Mittelalter Töpfereien angesiedelt, deren Produkte in ganz Mitteleuropa verbreitet wurden. An Sehenswürdigkeiten bietet Mayer unter anderem:
  - Das alte Rathaus am Marktplatz.
  - Die Genovevaburg aus dem 13. Jahrhundert. In ihr ist das Eifelmuseum mit dem Deutschen Schieferbergwerk untergebracht.
  - Die Pfarrkirche St. Clemens mit verdrehtem Turm. Das Wahrzeichen der Stadt wurde nach der Zerstörung im Zweiten Weltkrieg 1947–1953 wiedererrichtet.
  - Die Pfarrkirche Herz-Jesu (1911/12 erbaut).
  - Teile der im 14. bis 16. Jahrhundert errichteten Stadtbefestigung, welche die Stadt mit 1.660 m Länge, 4 Toren und 16 Mauertürmen fast kreisförmig umschloss.
  - Rekonstruktion der spätrömischen Höhenbefestigung auf dem Katzenberg.

- Polch: Das Städtchen wird bereits 1052 erstmals urkundlich erwähnt und ging aus einem ehemaligen Reichsgut hervor. Im Mittelalter wurde Polch durch Wehrmauer und Wallgraben geschützt, von denen aber nur noch Straßennamen zeugen. Die Georgskapelle auf dem Friedhof am südlichen Stadtrand ist eine der ältesten Kirchen der Eifel. Sie liegt abseits der historischen Bebauung von Polch auf dem ummauerten Friedhof mit seiner uralter Kastanienallee. Die erste nachweisliche Dokumentation über eine Kirche in Polch entstammt einer Urkunde aus dem Jahre 1052.

- Ochtendung liegt in einem ehemaligen Vulkangebiet. Die nahegelegenen erloschenen Vulkane Karmelenberg und Tönchesberg zeugen von vulkanischer Aktivität in verschiedenen Zeiträumen. Etwas nördlich von Ochtendung liegt die Burg Wernerseck über dem Tal der Nette.

- Münstermaifeld liegt unweit der Mosel im Mittelpunkt des vorderen Maifelds. Es wird weithin sichtbar überragt von den mächtigen Wehrtürmen seines Münsters, der ehemaligen St. Martin und St. Severus. Alte Bauten, darunter das historische Rathaus und romantische Fachwerkhäuser, sowie Reste der alten Stadtbefestigung zeugen von der geschichtlichen Vergangenheit. Die landschaftliche Lage Münstermaifelds gestattet einen guten Ausblick auf die Nürburg, die Hohe Acht, das Massiv am Laacher See und weit hinaus in die Eifel und auf Mosel- und Hunsrückhöhen.

## Radwegenetz im Maifeld
Das Maifeld verfügt über ein Radwegenetz von über 100 Kilometern Länge. Sowohl ab Polch und Münstermaifeld, aber auch innerhalb der Route bieten sich zahlreiche Nebenrouten zum Radeln an. So stößt in Mayen der Maifeld-Radweg auf den Vulkanpark-Radweg. Weitere Verbindungen bzw. Nebenstrecken sind:
- Mayen - Monreal - Bermel
- Mayen - Abtei Maria Laach am Laacher See
- Kerben - Braubach (Rhein-Mosel-Eifel-Radweg)
- Münstermaifeld - Burg Eltz
- Münstermaifeld - Burg Pyrmont - Treis-Karden (Mosel) und den Mosel-Radweg
- Münstermaifeld - Hatzenport (Mosel)

siehe auch:
- Liste der Radfernwege in Deutschland
- Liste der Radwege in Rheinland-Pfalz

## Bahn- und Busanbindung
Der Ost-Bahnhof in Mayen liegt an der Strecke der Eifelquerbahn. Diese verkehrt im Stundentakt zwischen Andernach an der linken Rheinstrecke und Kaisersesch. Über Münstermaifeld verkehrt die RegioRadler Buslinie 330 (Hatzenport – Treis-Karden). Die Buslinie der „RegioRadler“ verkehrt vom 1. April bis 31. Oktober täglich und hat Platz für 4 Fahrräder. Alternativ ist die An- oder Abreise über den Rad-Verbindungsweg nach Hatzenport (ca. 9 km) und von dort mit der Bahn über die Moselstrecke Koblenz – Trier möglich.